# Two Devils Will Talk
Two Devils Will Talk is het negende studioalbum van de Canadese punkband The Real McKenzies. Het album werd uitgegeven op 3 maart 2017 via het platenlabel Fat Wreck Chords in de Verenigde Staten en via het label Stomp Records in Canada. Een week voor de fysieke uitgave van het album werd het beschikbaar voor online streaming gemaakt.

## Nummers
1. "Due West" - 2:38
2. "Weyburn" - 2:13
3. "One Day" - 2:43
4. "Seafarers" - 2:56
5. "Northwest Passage" - 3:59
6. "Float" - 2:22
7. "One Man Voyage" - 2:21
8. "Sail Again" - 2:26
9. "The Town" - 2:31
10. "Pedals" - 2:30
11. "Drunkards Lament" - 2:28
12. "Fuck The Real McKenzies" - 1:46
13. "The Comeback" - 2:26
14. "Scots Wha Ha’e" - 2:56